# Brandenburgische Kommunalakademie

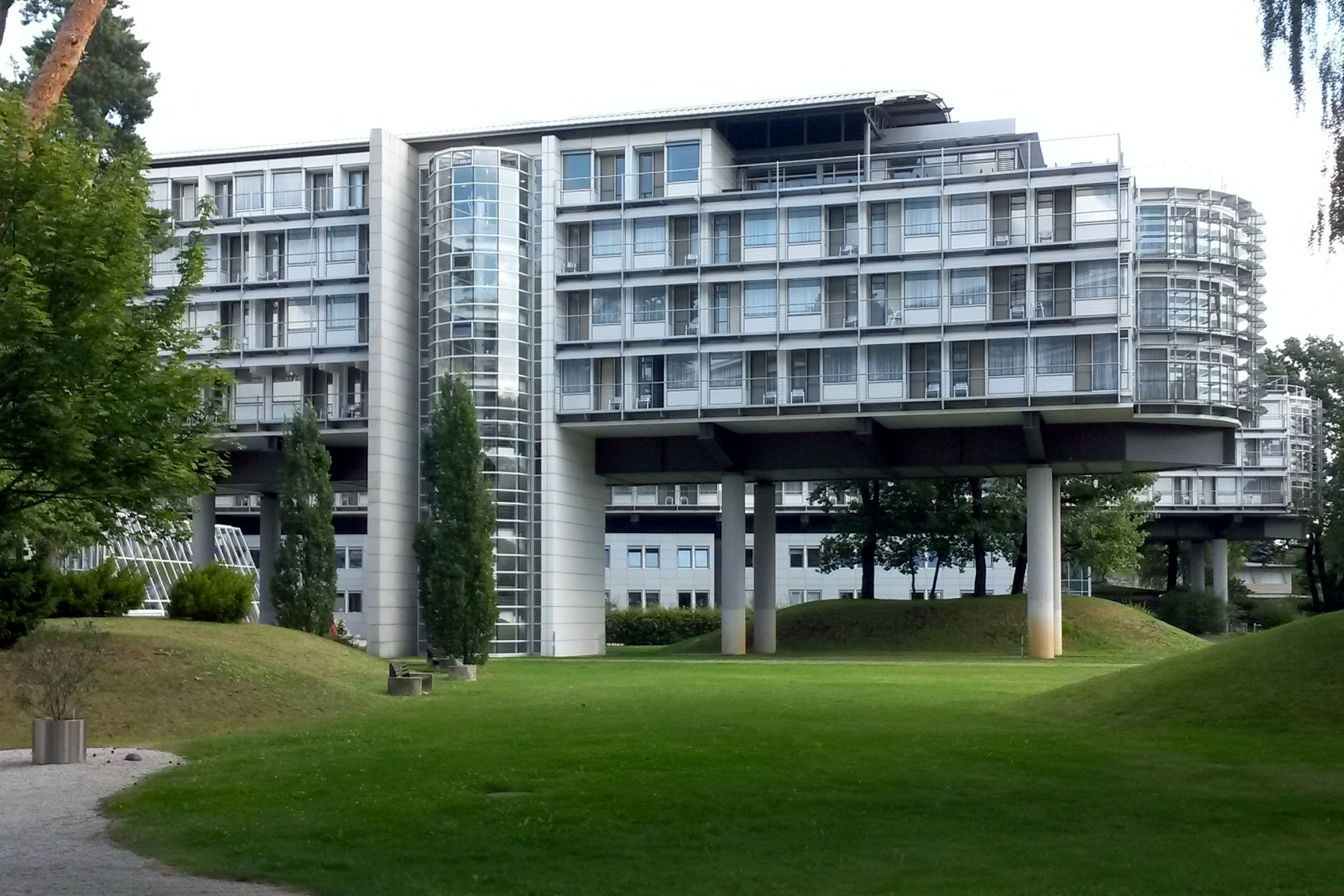

Die Brandenburgische Kommunalakademie (kurz BKA Brandenburg) ist als Körperschaft des öffentlichen Rechts ein kommunaler Bildungsträger im Land Brandenburg. Der Dienstsitz liegt in der Landeshauptstadt Potsdam. Sie ist seit Ende des Jahres 2008 eine vom TÜV Rheinland zertifizierte Bildungseinrichtung nach ISO 9001. Die Brandenburgische Kommunalakademie ist Mitglied im Bundesverband der Verwaltungsschulen und Studieninstitute (BVSI).

## Geschichte
Im Rahmen einer Fusion nach § 22a des Gesetzes über kommunale Gemeinschaftsarbeit im Land Brandenburg (GKG) ist die Brandenburgische Kommunalakademie im Jahr 2002 aus den beiden kommunalen Studieninstituten „Studieninstitut für kommunale Verwaltung Brandenburg“ und dem „Märkischen Studieninstitut für kommunale Verwaltung Bernau“ entstanden.

## Träger, Organe und Leitung
Getragen wird die Brandenburgische Kommunalakademie als Körperschaft des öffentlichen Rechts von einem Zweckverband gemäß § 23 des Gesetzes über kommunale Gemeinschaftsarbeit im Land Brandenburg (GKG), dem die Landkreise Barnim, Havelland, Märkisch-Oderland, Oberhavel, Ostprignitz-Ruppin, Potsdam-Mittelmark, Prignitz, Teltow-Fläming, Uckermark, die kreisfreien Städte Brandenburg an der Havel und die Landeshauptstadt Potsdam angehören. Im Verbandsgebiet befinden sich insgesamt 131 Städte, Ämter und Gemeinden (Stand: Juni 2024).
Nach § 14 GKG sind die Organe des Zweckverbandes die Verbandsversammlung und der Verbandsvorsteher. Zusätzlich sieht die Verbandssatzung den Verbandsvorstand als weiteres Organ vor. Verbandsvorsteher ist Roger Lewandowski (Landrat des Landkreises Havelland), der Leiter der Brandenburgischen Kommunalakademie ist Peter Matschke.

## Aufgaben
Neben zahlreichen allgemeinen, arbeitsplatzbezogenen und fachübergreifenden Fortbildungsveranstaltungen werden unterschiedliche Lehrgangsarten angeboten, die entweder mit Berufsabschlüssen nach dem Berufsbildungsgesetz enden bzw. auf bundesweit anerkannte Fortbildungsabschlüsse vorbereiten. Unter Mitwirkung des Bundesinstituts für berufliche Bildung werden in Projektlehrgängen innovative Unterrichtsmethoden, wie z. B. E-Learning, und zukunftsfähige Prüfungsformen entwickelt und eingesetzt. Nach der Satzung und anderen sondergesetzlichen Bestimmungen obliegen der Brandenburgischen Kommunalakademie im Wesentlichen folgende Aufgaben:
1. Die auf die Landkreise und kreisfreien Städte gemäß landesrechtlicher Bestimmungen übertragenen Aufgaben im Bereich der Aus- und Fortbildung von Kommunalbediensteten,
2. Fachtheoretische Ausbildung der Anwärter des mittleren nichttechnischen Dienstes der allgemeinen Verwaltung,
3. Dienstbegleitende Ausbildung in staatlich anerkannten Ausbildungsberufen des öffentlichen Dienstes nach dem Berufsbildungsgesetz vom 14. August 1969 in der jeweils geltenden Fassung,
4. Fortbildung von Kommunalbediensteten in Angestelltenlehrgängen,[5]
5. Berufsbegleitende Fortbildung in Kurzzeitseminaren zu verwaltungsspezifischen Themen sowie die
6. Bildungsrechtliche Beratung und Betreuung der Mitgliedskörperschaften.

So führt die Brandenburgische Kommunalakademie folgende Aus- und Fortbildungslehrgänge durch:
- Ausbildungslehrgänge zum/zur Verwaltungsfachangestellten, Fachrichtung Kommunalverwaltung (VFA) sowie Ausbildungslehrgänge zum/zur Kaufmann/-frau für Büromanagement (KfB).[7] Die Ausbildung erfolgt in den Ausbildungsbetrieben, an den örtlichen Berufsschulen und an der Brandenburgischen Kommunalakademie im Rahmen der dienstbegleitenden Unterweisung.
- Fortbildungslehrgänge zur Vorbereitung auf die Erste Angestelltenprüfung (AI-Lehrgang) gem. § 54 BBiG
- Aufstiegsfortbildungen zur Vorbereitung auf die Abschlussprüfung zum/zur Verwaltungsfachwirt – Bachelor Professional in öffentliche Verwaltung; Brandenburgische Kommunalakademie (VFW) gem. § 54 BBiG
- Ausbilderlehrgänge nach der Ausbilder-Eignungsverordnung gem. AEVO (AdA)
- Fortbildungslehrgänge zum/zur Fachwirt technische Verwaltung
- Fortbildungslehrgänge zum/zur kommunalen Finanzbuchhalter
- Fortbildungslehrgänge zum/zur kommunalen Bilanzbuchhalter

Zudem nimmt die Brandenburgische Kommunalakademie auch die Aufgaben der zuständige Stelle nach dem Berufsbildungsgesetz (BBiG) wahr. Für die Abnahme der Aus- und Fortbildungsprüfungen nach BBiG wurden 13 Prüfungsausschüsse eingerichtet, in denen rund 70 fachkundige Prüfer ehrenamtlich tätig sind.
Seit Bestehen der kommunalen Studieninstitute und deren Nachfolgeeinrichtung Brandenburgische Kommunalakademie haben über 15.000 Mitarbeiter der Kommunalverwaltungen Aus- und Fortbildungslehrgänge besucht und erfolgreich die Prüfung abgelegt. Jährlich absolvieren über 140 Auszubildende die Abschlussprüfung im Ausbildungsberuf zum/zur Verwaltungsfachangestellten, Fachrichtung Kommunalverwaltung.
Neben diesem Aufgabenprofil führt die Brandenburgische Kommunalakademie für die Kommunalverwaltungen im Land Brandenburg Personalauswahlverfahren in den verschiedensten Ausbildungsberufen des öffentlichen Dienstes durch.
Speziell für die Aus- und Fortbildung hat die Brandenburgische Kommunalakademie eine eigene Schriften- und Lehrbuchreihe zu kommunal-, verwaltungs- und haushaltsrechtlichen Themen aufgelegt.

## Sitz und Unterrichtsorte
Die Brandenburgische Kommunalakademie hat ihren Dienstsitz in den Räumlichkeiten des Kongresshotels am Templiner See in Potsdam. Dort befinden sich die Büroräume und ein Teil der Unterrichts- und Seminarräume. Das Kongresshotel Potsdam am Templiner See und somit die Räumlichkeiten der Brandenburgischen Kommunalakademie liegen auf historischem Boden, da hier ab 1911 der Luftschiffhafen Potsdam mit der der damals größten Luftschiffhalle Deutschlands entstand und in der bis 1917 Kriegsluftschiffe produziert wurden.
Zusätzlich unterhält die Brandenburgische Kommunalakademie eine Außenstelle mit fünf Seminarräumen direkt am Alexanderplatz in Berlin-Mitte. Weitere Unterrichtsorte befinden sich im Rahmen der dezentralen Unterrichts- und Lehrgangsdurchführung in den Landkreisen der Verbandsmitglieder.